# 江志成
江 志成（こう しせい、Che Cheng Chiang、1935年4月10日 - ）は、台湾出身の武術・鍼灸師・指圧師・貿易家。

## 経歴
出身は台湾の臺灣新竹市出身で、現在はアメリカカリフォルニア州に在住していて武術、鍼灸師、指圧師、貿易家として活動している。
指圧にかけては台湾時代、日本、韓国、ロサンゼルス時代とその腕前は武術と平衡して凄腕で人々を救ってきた。
資格としては中華民国考試院医師試験合格、日本鍼医療、伝統中医薬等。
1962年台北市中華国術館を開設、台北市國術会総監督を歴任。
33歳、台北市中医師公会常務理事に当選。
また、台湾及び国際競技で二十枚の金盃を獲得している。

## 肩書き
アメリカオバマ大統領核心委員会委員と栄誉顧問

アメリカ参議院核心委員会委員/共和党全国社団統率者

アメリカ亜裔連盟総会主席アメリカ華裔社団連合総会会長

国際武術連盟総会会長

世界中医薬連合総会会長

国際少林寺連合総会会長

江富経貿発展集団総裁/アメリカ中国工夫接骨院

国際武術医科大学校長

## 活動や功績
ロサンゼルス市警局武術コーチを長年務める。

2002年共和党から“最高統率賞”を受賞

2004年フォード、レーガン、ブッシュ（父）、ブッシュ（子）の4人の共和党籍大統領連署から“総統賞”を受賞

2008年共和党全国委員会から“共和党終身統率成就賞”を受賞ロサンゼルス市長8回、ロサンゼルス市警及びメントルー公園市特別貢献賞を受賞及び両市市輪

カリフォルニア州政府から特別大賞を4回受賞

## 弟子
Tom Yamada 　ロサンゼルスで活躍している指圧師。かつて氷室京介の専属指圧師。

Naoki Sugiura　現在SAG（映画俳優組合）の俳優としてロサンゼルスで活躍している。

その他、世界中に弟子がいる。